# Jakō
Jakō (麝～ジャコウ～香) é o quarto álbum de estúdio da banda japonesa Laputa, lançado em 18 de março de 1998 pela Toshiba EMI. Alcançou a décima posição na Oricon Albums Chart. Foi produzido por Laputa e Toshihiro Nara.
Dois singles estão presentes em Jakō e foram e remixados na versão do álbum, "Meet again" e "Yurenagara...". "Meet again" foi usado como tema de abertura do anime Kindaichi Shōnen no Jikenbo e foi incluído no álbum de compilação com várias bandas The Original, que reuniu canções importantes da geração dos anos 90 do movimento visual kei.
"Yurenagara..." foi usado como tema de encerramento do programa de televisão da Nippon TV "Susume! Denpa Shounen". Kaya fez um cover desta canção no álbum de compilação Crush! -90's V-Rock's best hit cover songs-, onde artistas visual kei atuais homenageiam artistas da cena antiga.

## Recepção
Após o sucesso do álbum anterior Emadara, Jakō foi o primeiro trabalho da banda a alcançar o top 10 das paradas da Oricon. Junto com o álbum seguinte, Cakera, que atingiu a mesma posição, são os álbuns da banda que alcançaram a maior posição na parada. Jakō permaneceu na parada por quatro semanas e vendeu 54,230 cópias oficialmente, tornando-se o álbum mais vendido da banda. "Meet again" alcançou a 20ª posição e "Yurenagara..." alcançou a 25ª na Oricon Singles Chart, ambos permanecendo por 3 semanas.
OK Music incluiu Jakō em sua lista de melhores álbuns clássicas da música japonesa, elogiando os temas do álbum e os vocais de Aki.CD Journal analisou que Laputa se expandiu musicalmente em Jakō, começando pelo rock progressivo na primeira faixa.

## Faixas
Na versão lançada no Spotify, as faixas 4, 5 e 8 foram traduzidas para o inglês como "Swing Sway Away", "Hallowed Lucifer" e "Reality under the sun", respectivamente.
| N.º            | Título                                     | Duração |  |
| 1.             | "Jakō" (麝香)                              | 4:27    |  |
| 2.             | "Chemical Reaction" (ケミカルリアクション) | 4:12    |  |
| 3.             | "Rose" (ロゼ)                              | 4:14    |  |
| 4.             | "Yurenagara..." (揺れながら・・・)         | 4:31    |  |
| 5.             | "Sakarete ni Mai" (裂かれて二枚)           | 5:05    |  |
| 6.             | "Canary" (カナリヤ)                        | 5:30    |  |
| 7.             | "Meet again" (ミートアゲイン)              | 5:51    |  |
| 8.             | "Hakuchuumu" (白昼夢)                      | 4:18    |  |
| 9.             | "Knife" (ナイフ)                           | 4:59    |  |
| 10.            | "Crash Boy" (クラッシュボウイ)             | 4:26    |  |
| Duração total: | Duração total:                             | 47:47   |  |

## Ficha técnica
- Aki - vocais
- Kouichi - guitarra
- Junji - baixo
- Tomoi - bateria
- Toshihiro Nara - produção